# Brete

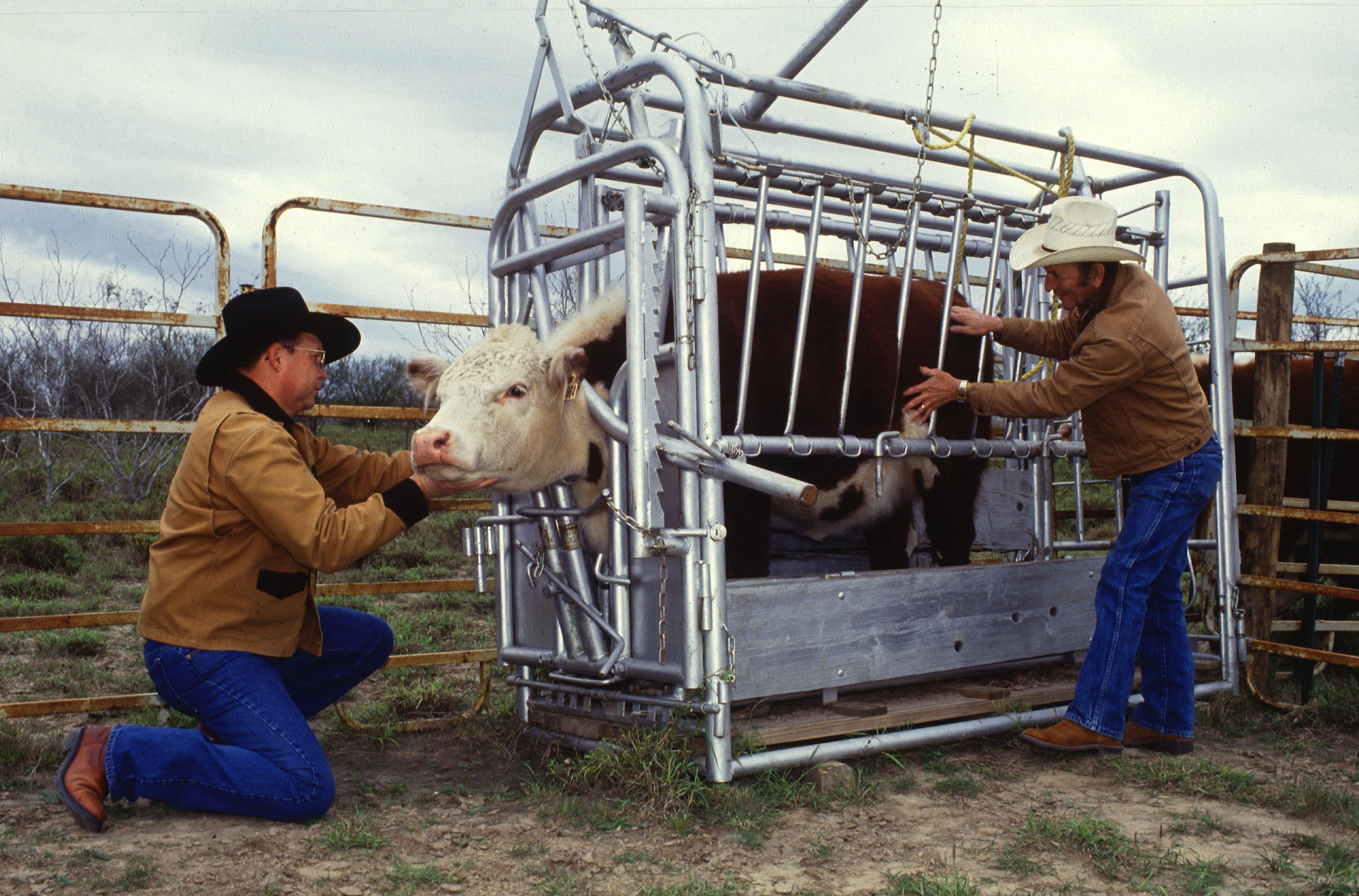
Um brete moderno, Estados Unidos da América.

Um brete (em inglês: cattle crush, squeeze chute ou stock) é um compartimento ou jaula para reter bovinos, cavalos ou outros tipos de gado com segurança enquanto estes são examinados, marcados ou recebem tratamento veterinário.